# Куровицы (Кингисеппский район)
Ку́ровицы (ижор. Kukkusi, фин. Kukkosi) — деревня в Большелуцком сельском поселении Кингисеппского района Ленинградской области.

## История
Впервые упоминается в писцовых книгах Шелонской пятины от 1571 года как село Куровичи на Луге — 10 обеж в Ямском Окологородье.
Согласно шведским «Балтийским писцовым книгам» (Baltiska Fogderäkenskaper) деревня носила названия: Kukulla (1585 год), Kukulla (1586 год), Kuckukÿlle (1589 год). В 1589 году владельцем земли в деревне являлся Daniell Olßon.
Затем как деревня Kurowitza by — 10 обеж, она упоминается в шведских писцовых книгах 1618—1623 годов.
На карте Ингерманландии А. И. Бергенгейма, составленной по шведским материалам 1676 года, она обозначена как деревня Kuckus.
На шведской «Генеральной карте провинции Ингерманландии» 1704 года так же — Kuckus.
На «Географическом чертеже Ижорской земли» Адриана Шонбека 1705 года обозначена как деревня Кукусь.
И лишь на карте Санкт-Петербургской губернии Я. Ф. Шмидта 1770 года упоминается как деревня Куровицы.
На карте Санкт-Петербургской губернии Ф. Ф. Шуберта 1834 года обозначена деревня Куровицы, состоящая из 44 крестьянских дворов.

КУРАВИЦЫ — деревня, принадлежит графу Нессельроде, число жителей по ревизии: 139 м. п., 126 ж. п. (1838 год)

В 1844 году деревня Куровицы также насчитывала 44 двора.
На этнографической карте Санкт-Петербургской губернии П. И. Кёппена 1849 года она обозначена как деревня «Kurowizy», населённая ижорой. В пояснительном тексте к этнографической карте она записана как деревня Kurowitz (Куровицы) и указано количество её жителей на 1848 год: ижоры — 158 м. п., 161 ж. п., всего 319 человек. Они относились к православному Кейкинскому Петропавловскому приходу.

КУРОВИЦЫ — деревня Ведомства государственного имущества, по просёлочной дороге, число дворов — 44, число душ — 158 м. п. (1856 год)

КУРОВИЦЫ — деревня, число жителей по X-ой ревизии 1857 года: 165 м. п., 180 ж. п., всего 345 чел.

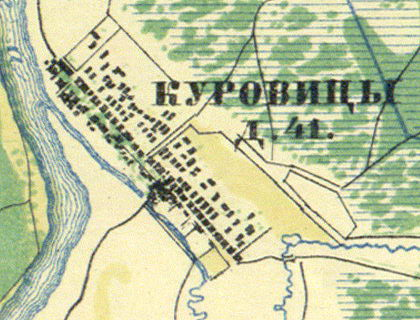
Деревня Куровицы на карте 1860 года

В 1860 году деревня насчитывала 41 двор.

КУРОВИЦЫ — деревня казённая при реке Луге, число дворов — 46, число жителей: 185 м. п., 203 ж. п. (1862 год) 

По земской переписи 1882 года: 

КУРОВИЦЫ — деревня, семей — 80, в них 230 м. п., 240 ж. п., всего 470 чел.

Сборник Центрального статистического комитета описывал деревню так:

КУРОВИЦЫ (КУКАСЫ) — деревня бывшая владельческая Наровской волости при реке Луге, дворов — 63, жителей — 405; Часовня, лавка. (1885 год).

Согласно данным первой переписи населения Российской империи:

КУРОВИЦЫ — деревня, православных — 507, мужчин — 251, женщин — 260, обоего пола — 511. (1897 год)

По земской переписи 1899 года: 

КУРОВИЦЫ — деревня, число хозяйств — 91, число жителей: 282 м. п., 297 ж. п., всего 579 чел.
 разряд крестьян: бывшие владельческие, народность: финская — 571 чел., русская — 8 чел.

В конце XIX — начале XX века деревня административно относилась к Наровской волости 2-го стана Ямбургского уезда Санкт-Петербургской губернии. В деревне был распространён особый ижорско-водский говор. Согласно церковным данным население деревни было исключительно водским.
С 1917 по 1927 год деревня Куровицы входила в состав Куровицкого сельсовета Наровской волости Кингисеппского уезда.
Согласно данным переписи населения СССР 1926 года в деревне Куровицы проживали 322 человека, большинство ижоры, а также русские и поляки.
С августа 1927 года в составе Кингисеппской волости. С ноября 1927 года в составе Кингисеппского района.
В 1928 году население деревни Куровицы также составляло 322 человека.

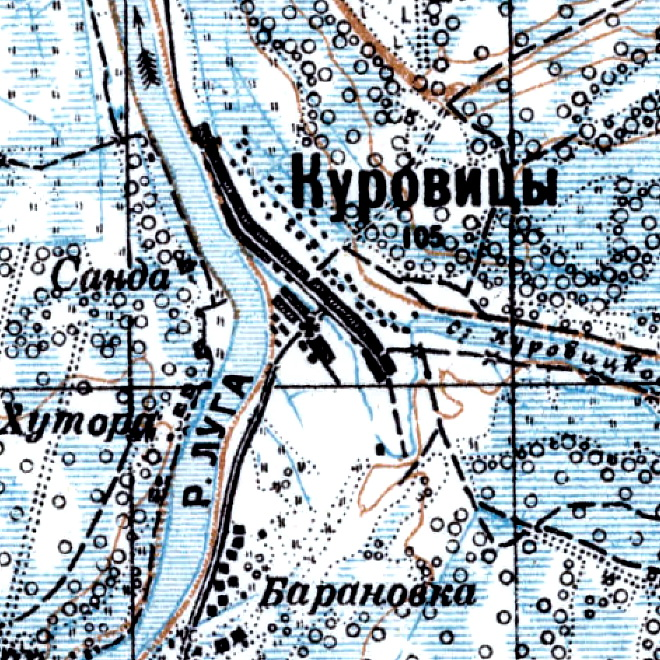
Деревня Куровицы на карте 1931 года

Согласно топографической карте РККА 1931 года деревня насчитывала 105 дворов. В центре деревни находилась церковь.
По данным 1933 года деревня Куровицы являлась административным центром Куровицкого сельсовета Кингисеппского района, в который входили 11 населённых пунктов: деревни Арсия, Волково, Куровицы, Орлы, Фёдоровка, посёлки Барановка, Варево, Номме, Санда, Уткино и хутор Санда, общей численностью населения 1232 человека.
По данным 1936 года в состав Куровицкого ижорского национального сельсовета входили 12 населённых пунктов, 324 хозяйства и 6 колхозов; русских — 300, ижоры — 1000, финнов — 290 человек.
В 1943 году жителям деревни удалось избежать депортации в Финляндию, спрятавшись на время акции в лесу.
Деревня была освобождена от немецко-фашистских оккупантов 1 февраля 1944 года.
В 1958 году население деревни Куровицы составляло 202 человека.
По данным 1966 и 1973 годов деревня Куровицы также входила в состав Куровицкого сельсовета и являлась его административным центром.
По данным 1990 года деревня Куровицы входила в состав Большелуцкого сельсовета.
В 1997 году в деревне Куровицы Большелуцкой волости проживали 67 человек, в 2002 году — 46 человек (все русские), в 2007 году — 51.

## География
Деревня расположена в западной части района на автодороге 41К-005 (Псков — Кингисепп — Краколье) в месте примыкания к ней автодороги 41К-614 (Куровицы — Орлы).
Расстояние до административного центра поселения — 42 км. Расстояние до районного центра — 30 км.
Расстояние до ближайшей железнодорожной станции Усть-Луга — 19,5 км.
Деревня находится на правом берегу реки Луга в месте впадения в неё реки Чёрной.

## Демография
| 1862 | 1897 | 2007 | 2010 | 2017 |
| ---- | ---- | ---- | ---- | ---- |
| 388  | ↗511 | ↘51  | ↗66  | ↘59  |

### Национальный состав
Согласно данным Всероссийской переписи населения 2021 года в деревне проживали 57 человек, из них:
 русские — 52, белорусы — 2, узбеки — 2, татары — 1 человек.

## Фото

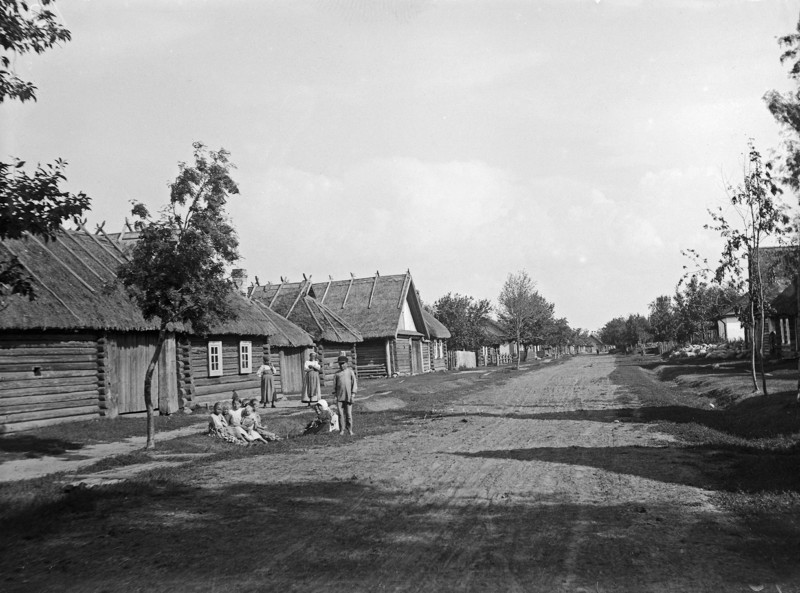
Деревня Куровицы. 1911 год
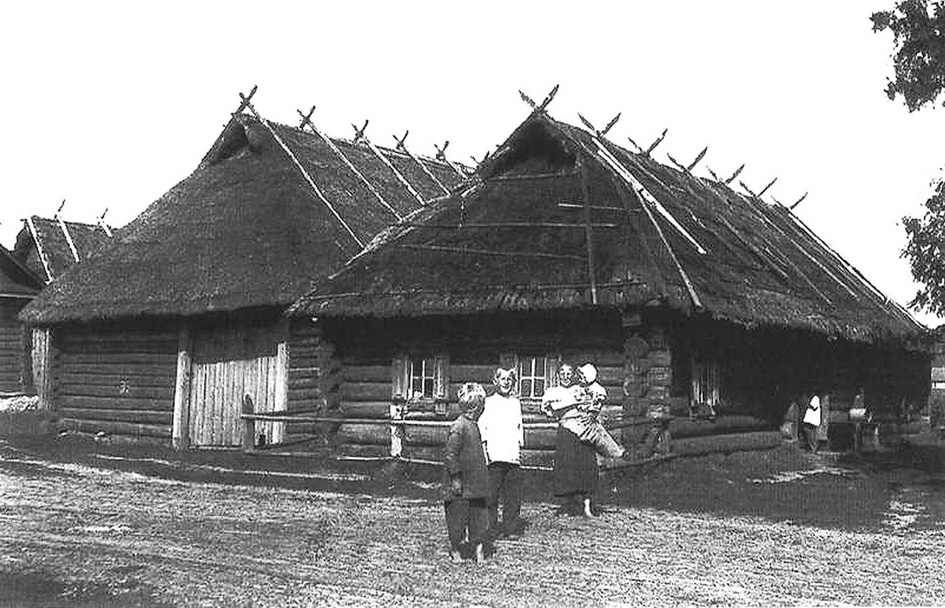
Водский дом в деревне Куровицы. 1911 год
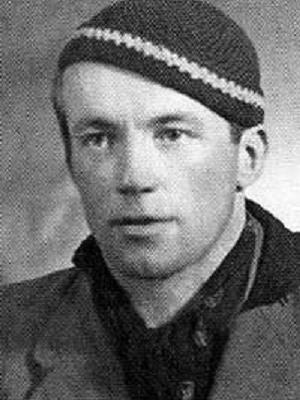
Велло Кааристо. 1936 год

## Известные уроженцы
- Василий Красиков (эст. Vello Kaaristo) (1911—1965) — вожанин, родился в деревне Куровицы 17 марта 1911 года. Одиннадцатикратный чемпион Эстонии по лыжным гонкам, трёхкратный чемпион Эстонии по боксу. Участник Олимпийских игр 1936 года в Гармиш-Партенкирхене. Кавалер ордена Орлиного креста (1940). Мастер спорта СССР (1944). Умер 14 августа 1965 года[43][44].

## Улицы
Лужская.